# Boyce and Hart
Boyce and Hart waren das US-amerikanische Songwriter-Duo Tommy Boyce und Bobby Hart. Als Boyce and Hart veröffentlichten sie ab 1967 eigene Aufnahmen.

## Werdegang
Tommy Boyce hatte bereits vor der Zusammenarbeit mit Hart Erfolge als Musiker und Songschreiber vorzuweisen. Die beiden schrieben ab 1963 zusammen Songs und hatten ihren ersten Erfolg mit der Single Come a Little Bit Closer, die sie für Jay and the Americans geschrieben hatten. Die erfolgreichste Zeit erlebten sie jedoch als Songwriter für die Monkees, für die sie Hits wie Last Train to Clarksville, I'm Not Your Stepping Stone, Valerie und (Theme From) The Monkees schrieben.
Als die Monkees die Zusammenarbeit beendeten, begannen sie 1967 als Duo Boyce & Hart ihre Songs selbst zu veröffentlichen. Mit I Wonder What She's Doing Tonite hatten sie auch noch einen Top-Twenty-Hit. Ende der 1960er Jahre trennten sie sich, auch als Songschreiber, kamen aber 1975 wieder zusammen, als sie mit den Ex-Monkees Davy Jones und Micky Dolenz unter dem Namen Dolenz, Jones, Boyce and Hart noch eine Tournee unternahmen. Nach einem gefloppten Album wurde diese Kooperation aber wieder aufgegeben.
Ende der 1980er Jahre, als es erneut ein Monkees „Revival“ gab, traten Boyce und Hart wieder gemeinsam auf. Nach der Rolling Stone Encyclopedia of Rock & Roll haben Boyce und Hart mehr als 300 Lieder geschrieben und mehr als 42 Millionen Tonträger verkauft.

## Sonstiges
In der sechsten Staffel der US-Fernsehserie Verliebt in eine Hexe (Bewitched) spielten Boyce & Hart als Gastdarsteller in der Episode Serena stops The Show mit.
In der dritten Staffel der US-Fernsehserie Bezaubernde Jeannie (I Dream of Jeannie) im Jahr 1967 spielten Boyce and Hart als Gastdarsteller in der Episode Beat gefällig mit.

## Diskografie
Alben:
- 1967: Test Patterns
- 1967: I Wonder What She's Doing Tonight
- 1969: It's All Happening on the Inside (Titel in Kanada: Which One's Boyce & Which One's Hart?)
- 1976: Dolenz, Jones, Boyce & Hart
- 1977: Dolenz, Jones, Boyce & Hart – Live in Japan
- 1981: 16 Rarities

Singles:
- Out and About/My Little Chickadee
- Sometimes She's a Little Girl/Love Every Day
- I Wonder What She's Doing Tonight?/The Ambushers
- Goodbye Baby (I Don't Want to See You Cry)/Where Angels Go, Trouble Follows
- Alice Long (You're Still My Favorite Girlfriend)/P.O. Box 9847
- We're All Going to the Same Place/Six+Six
- Maybe Somebody Heard/It's All Happening on the Inside
- L.U.V. (Let Us Vote)/I Wanna Be Free
- I'll Blow You a Kiss in the Wind/Smilin'
- I Remember the Feeling/You and I (DJB&H)